# تحالف اجتماعي ليبرالي
التحالف الاجتماعي الليبرالي في ألمانيا يشير إلى حكومة ائتلافية تم تشكيلها من خلال الحزب الديمقراطي الاجتماعي (SPD) والحزب الديمقراطي الحر (FDP).
وهذا المصطلح يشتمل على الديمقراطية الاجتماعية للحزب الديمقراطي الاجتماعي وليبرالية الحزب الديمقراطي الحر. ونظرًا للألوان التي كانت تستخدم تقليديًا للإشارة بشكل رمزي إلى كلا الحزبين (وهما الأحمر للإشارة إلى الحزب الديمقراطي الاجتماعي والأصفر للإشارة إلى الحزب الديمقراطي الحر)، فإنه يشار كذلك إلى هذا التحالف باسم التحالف «الأحمر الأصفر» (rot-gelbe Koalition).
وتعد التحالفات الاجتماعية الليبرالية نادرة حاليًا، حيث إن الحزب الديمقراطي الاجتماعي غالبًا ما يحكم مع حزب الخضر الألماني (Alliance '90)، ويوجه الحزب الديمقراطي الحر نفسه تجاه التعاون بعيد المدى مع الاتحاد الديمقراطي المسيحي والاتحاد الاجتماعي المسيحي في بافاريا. ومع ذلك، حكم التحالف الاجتماعي الليبرالي في الفترة بين 1991 وحتى 2006 في ولاية راينلند بالاتينات الألمانية، وكان يمكن أن يستمر في ذلك لولا أن الحزب الديمقراطي الاجتماعي فاز بالأغلبية المطلقة. وقد وصلت التحالفات الاجتماعية الليبرالية من قبل إلى مناصب السلطة في العديد من الولايات الاتحادية الألمانية كذلك.
وفي الفترة بين عامي 1969 وحتى 1982، حكمت التحالفات الاجتماعية الليبرالية، التي كان يقودها المستشاران الفيدراليان ويلي براندت وهلموت شميدت، جمهورية ألمانيا الاتحادية.

## التحالفات الاجتماعية الليبرالية على مستوى الولايات الفيدرالية
بعد انتهاء الفترة، يتم تحديد رئيس الحكومة.

### برلين
- 1963-66 ويلي براندت (رغم امتلاك الأغلبية المطلقة)
- 1966-67 هاينريتش ألبيرتس (رغم امتلاك الأغلبية المطلقة)
- 1967-71 كلاوس شوتس (رغم امتلاك الأغلبية المطلقة)
- 1975-77 كلاوس شوتس
- 1977-81 ديتريش شتوبي
- 1981 هانز يوخين فوجيل

### بريمن
- 1959-65 فيلهيلم كايزن
- 1967-71 هانز كوشنك

### هامبورغ
- 1957-61 ماكس براور
- 1961-65 باور نيفرمان
- 1965-66 هيربرت وايشمان
- 1970-71 هيربرت وايشمان
- 1971-74 بيتر شولز
- 1974-78 هانز أولريش كلوز
- 1987-88 كلاوس فون دوناني
- 1988-91 هينينج فوشيراو

### هسن
- 1970-76 ألبرت أوزوالد
- 1976-82 هولجر بورنر

### سكسونيا السفلى
- 1963-65 جورج ديديريشس
- 1974-76 ألفريد كوبل

### شمال الراين - وستفاليا
- 1956-58 فريتس شتاينهوف
- 1966-78 هاينز كون
- 1978-80 يوهانز راو

### راينلند بالاتينات
- 1991-94 رادولف شاربينغ
- 1994-2006 كيرت بيك